# Philipp Maximilian Schmutzer
Philipp Maximilian Schmutzer (31. prosince 1821 Chotovice, Čechy – 17. listopadu 1898 Feldkirch Vorarlbersko) byl rakouský hudebník a hudební skladatel.

## Život
Narodil se 31. prosince 1821 v Chotovicích v okrese Česká Lípa. Byl synem učitele a hudebníka Franze Antona Schmutzera (1790–1849), který mu poskytl základní hudební vzdělání. V letech 1836–1840 studoval na Pražské konzervatoři hru na violoncello a skladbu. Jeho učitelem byl Bedřich Diviš Weber. V roce 1840 byl členem divadelního orchestru ve Štýrském Hradci. Zde zkomponoval operu Die Brüder, která však nebyla nikdy provedena. V roce 1845 působil jako kapelník ve Welsu a od roku 1846 byl violoncellistou v Innsbrucku.
V revolučním roce 1848 se stal varhaníkem a kapelníkem v katedrále svatého Mikuláše ve Feldkirchu. Zde pak po mnoho let komponoval chrámovou hudbu. Ve stejné době přišel do Feldkirchu i jeho starší bratr Wilhelm Schmutzer (1819–1867), který působil jako učitel hudby na jezuitském gymnáziu Stella Matutina.
Nezanedbatelná je Schumutzerova činnost pedagogická. Byl mimo jiné učitelem skladatele Josefa Gabriela Rheinbergera. Oba jeho synové, Anton Schmutzer (1864–1936) a Philipp Schmutzer (1868–1937), se stali rovněž skladateli.

## Dílo
Schmutzer komponoval převážbě chrámovou hudbu, mše, moteta, ale také světské písně, sbory a komorní hudbu. Z orchestrálních prací je uváděna symfonická báseň Die Schlacht (1860) a Symfonie d-moll, zvaná Hiob (1892).